# Conostigmus dolicharthrus
Conostigmus dolicharthrus är en stekelart som beskrevs av Alekseev och Alexandr Rasnitsyn 1981. Conostigmus dolicharthrus ingår i släktet Conostigmus och familjen trefåresteklar. Inga underarter finns listade i Catalogue of Life.